# Echthromyrmex orientalis
Echthromyrmex orientalis is een insect uit de familie van de mierenleeuwen (Myrmeleontidae), die tot de orde netvleugeligen (Neuroptera) behoort. 
Echthromyrmex orientalis is voor het eerst wetenschappelijk beschreven door McLachlan in 1873.